# اوکتیابر (شهرستان کارماسکالینسکی، باشقیرستان)
اوکتیابر (انگلیسی: Oktyabr, Karmaskalinsky District, Republic of Bashkortostan) یک شهرک در شهرستان کارماسکالینسکی استان باشقیرستان کشور روسیه است.